# Condecoracions de França

## Ordes

### Ordes nacionals
- Orde Nacional de la Legió d'Honor - Ordre national de la Légion d'honneur
- Orde de l'Alliberament - Ordre de la Libération
- Orde Nacional del Mèrit - Ordre national du Mérite

### Ordes Ministerials
- Orde de les Palmes Acadèmiques - Ordre des Palmes académiques
- Orde de les Arts i les Lletres - Ordre des Arts et des Lettres
- Orde del Mèrit Agrícola - Ordre du Mérite Agricole
- Orde del Mèrit Marítim - Ordre du Mérite Maritime

### Ordes desapareguts

#### Ordes Reials i Imperials
- Orde de Sant Miquel - Ordre de Saint-Michel (1469)
- Orde de l'Esperit Sant – Ordre du Saint-Esprit (1578)
- Orde de Sant Llàtzer i de la Mare de Déu del Mont Carmel - Ordre de Saint-Lazare et de Notre-Dame du Mont-Carmel (1607)
- Orde reial i militar de Sant Lluís - Ordre royal et militaire de Saint-Louis (1693)
- Institució del Mèrit Militar - Institution du Mérite militaire (1759)
- Orde de la Corona de Ferro - Ordre de la Couronne de fer (1805)
- Orde Imperial dels Tres Toisons d'Or - Ordre impérial des Trois Toisons d'Or (1809)
- Orde Imperial de Reunió - Ordre impérial de la Réunion (1811)
- Orde de Lys - Ordre du Lys
- Orde del Braçal de Bordèus - Ordre du Brassard de Bordeaux
- Orde de la Fidelitat - Ordre de la Fidélité

#### Ordes Colonials
- Orde reial de Cambodja - Ordre royal du Cambodge (1864)
- Orde de l'Estel d'Anjouan - Ordre de l'Étoile d'Anjouan (1874)
- Orde del Drac d'Annam - Ordre du Dragon d'Annam (1886)
- Orde de Nichan El-Anouar - Ordre du Nichan El-Anouar (1887)
- Orde de l'Estel Negre - Ordre de l'Étoile noire (1889)
- Orde del Mèrit d'Indoxina - Ordre du Mérite Indochinois (1900)
- Orde del Mèrit del Sàhara - Ordre du Merite Saharien (1958)
- Orde de Tahiti Nui - Ordre de Tahiti Nui (1996)

#### Ordes Especialitzats del Mèrit
- Orde del Mèrit social - Ordre du Mérite social (1936)
- Orde de la Sanitat Pública - Ordre de la Santé publique (1938)
- Orde del Mèrit comercial i industrial - Ordre du Mérite commercial et industriel (1939)
- Orde del Mèrit artesà - Ordre du Mérite artisanal (1948)
- Orde del Mèrit turístic - Ordre du Mérite touristique (1949)
- Orde del Mèrit combatent - Ordre du Mérite combattant (1953)
- Orde del Mèrit postal - Ordre du Mérite postal (1953)
- Orde de l'Economia nacional - Ordre de l'Économie nationale (1954)
- Orde del Mèrit esportiu - Ordre du Mérite sportif (1956)
- Orde del Mèrit del treball - Ordre du Mérite du travail (1957)
- Orde del Mèrit militar - Ordre du Mérite militaire (1957)
- Orde del Mèrit civil - Ordre du Mérite civil (1957)

## Les principals condecoracions militars
- Medalla Militar - Médaille militaire
- Creu de Guerra 1914-1918 - Croix de guerre 1914-1918
- Creu de Guerra 1939-1945 - Croix de guerre 1939-1945
- Creu de Guerra dels Teatres d'Operacions Exteriors - Croix de guerre des Théâtres d'opérations extérieures
- Creu al Valor militar - Croix de la Valeur militaire
- Medalla de la Resistència - Médaille de la Résistance
- Creu del combatent voluntari de 1914-1918 - Croix du combattant volontaire 1914-1918
- Creu del combatent voluntari - Croix du combattant volontaire
- Creu del combatent voluntari de la Resistència - Croix du combattant volontaire de la Résistance
- Creu del combatent - Croix du combattant
- Medalla del reconeixement de la Nació - Médaille de reconnaissance de la Nation

## Les medalles commemoratives franceses
- Medalla de Santa Helena - Médaille de Sainte-Hélène (1857)
- Medalla commemorativa de la campanya d'Itàlia 1859 - Médaille commémorative de la campagne d'Italie 1859
- Medalla commemorativa de la guerra 1870-1871
- Medalla commemorativa de l'expedició de Tonkin (1885) - Médaille commémorative de l'expédition du Tonkin (1885)
- Medalla commemorativa de la campanya de Dahomey (1892) - Médaille commémorative de la campagne du Dahomey (1892)
- Medalla commemorativa de Madagascar (1883) - Médaille commémorative de Madagascar (1883)
- Medalla commemorativa de Madagascar (1886) - Médaille commémorative de Madagascar (1886)
- Medalla commemorativa de la Xina (1901) - Médaille commémorative de Chine (1901)
- Medalla commemorativa del Marroc (1909) - Médaille commémorative du Maroc (1909)
- Medalla interaliada 1914-1918 - Médaille Interalliée 1914-1918
- Medalla commemorativa de la Batalla de Verdun (1916) - Médaille commémorative de la bataille de Verdun (1916)
- Medalla commemorativa de les batalles del Marne (1914-1918) - Médaille commémorative des batailles de la Marne (1914-1918)
- Medalla commemorativa de la guerra 1914-1918 - Médaille commémorative de la guerre 1914-1918
- Medalla commemorativa de Síria–Cilícia (1922) - Médaille commémorative de Syrie-Cilicie (1922)
- Medalla commemorativa dels Dardanels (1926) - Médaille commémorative des Dardanelles (1926)
- Medalla commemorativa d'Orient (1926) - Médaille commémorative d'Orient (1926)
- Medalla commemorativa de les operacions a l'Orient Mitjà (1956) - Médaille commémorative des opérations au Moyen-Orient (1956)
- Medalla colonial - Médaille coloniale
- Medalla d'Ultramar - Médaille d'Outre-Mer
- Medalla dels Evadits - Médaille des évadés
- Medalla commemorativa dels serveis voluntaris a la França Lliure - Médaille commémorative des services volontaires de la France libre
- Medalla commemorativa de la Campanya d'Itàlia 1943-1944 - Médaille commémorative de la campagne d'Italie 1943-1944
- Medalla de la deportació per fets de Resistència - Médaille de la déportation pour faits de résistance
- Medalla de l'internament per fets de Resistència - Médaille de l'internement pour faits de résistance
- Medalla de la deportació política Médaille de la déportation politique
- Medalla de l'empresonament polític Médaille de l'Internement politique
- Medalla commemorativa de la guerra 1939-1945 - Médaille commémorative de la guerre 1939-1945
- Medalla de la França Alliberada - Médaille de la France libérée
- Medalla commemorativa de la Campanya d'Indoxina - Médaille commémorative de la campagne d'Indochine
- Medalla commemorativa de les operacions de seguretat i manteniment de l'ordre a l'Àfrica del Nord - Médaille commémorative des opérations de securité et de maintien de l'ordre en Afrique du Nord
- Medalla commemorativa francesa - Médaille commémorative française

## Les medalles commemoratives de l'ONU
- Medalla commemorativa de les operacions de l'ONU a Corea (1952) - Médaille commémorative des opérations de l'ONU en Corée 1952
- Medalla commemorativa de la Força de l'ONU al Líban (1978) - Médaille commémorative de la Force Intérimaire des Nations Unies au Liban (1978)
- Medalla commemorativa de la Força de Protecció de les Nacions Unides (Forpronu) - Médaille commémorative de la Force de protection des Nations Unies

## Les altres condecoracions
- Medalla de l'Exèrcit dels Vosges 1871 - Médaille de l'armée des Vosges 1871
- Medalla del Reconeixement Francès - Médaille de la Reconnaissance française
- Medalla dels presoners civils, deportats i ostatges de la Gran Guerra 1914-1918 - Médaille des prisonniers civils, déportés et otages de la grandes guerre 1914-1918
- Medalla de la Fidelitat francesa - Médaille de la Fidélité francaise
- Medalla de les víctimes de la invasió - Médaille des victimes de l'invasion
- Medalla de la Gendarmeria Nacional - Médaille de la Gendarmerie nationale
- Medalla del Patriota Resistent a l'ocupació als departaments del Rin i de Mosel·la 1939-1945 - Médaille du patriote résistant à l'occupation des départements de Rhin et de Moselle 1939-1945
- Medalla del Refractari - Médaille du réfractaire
- Medalla de l'Aeronàutica - Médaille de l'Aéronautique
- Medalla dels Serveis Militars Voluntaris - Médaille des services militaires volontaires
- Medalla de la Defensa Nacional - Médaille de la Défense nationale
- Insígnia dels Ferits Militars - Insigne des blessés militaires
- Insígnia dels Ferits Civils - Insigne des blessés civiles
- Medalla d'Àfrica del Nord (1997) - Médaille d'Afrique du Nord (1997)
- Medalla del Reconeixement de la Nació - Médaille de la reconnaissance de la Nation (2002)